# تيسير أبو سنينة
تيسير محمود طه أبو سنينة (أبو محمد؛ وُلد في 25 أكتوبر 1954 في الخليل –) سياسي فلسطيني، يشغل منصب رئيس بلدية الخليل من 14 مايو 2017.

## حياته
عمل تيسير أبو سنينة معلماً لمادة الرياضيات في السابق وتخرج من الجامعة الأردنية في عمان. أبو سنينة أحد أعضاء حركة فتح وكان من بين الأشخاص الذين شاركوا في عملية الدبويا عام 1980.
عين أبو سنينة في عام 1993 في الوقف الذي يدير المسجد الإبراهيمي. احتجت الجماعات اليهودية على تعيينه.

### بلدية الخليل
انتخب رئيسا لبلدية الخليل خلال الانتخابات المحلية الفلسطينية عام 2017 بعد ترأسه لقائمة حركة فتح الانتخابية واستمر حتى تقديمه استقالته في 15 فبراير 2022 لغاية الترشح للانتخابات المحلية الفلسطينية 2022 والتي فاز فيها، حيث يترأس بلدية الخليل لدورة ثانية منذ 13 أبريل 2022.
بعد إجراء الانتخابات المحلية الفلسطينية في 26 مارس 2022، قرر محمود عباس رئيس حركة فتح في 1 مايو 2022 فَصله من عضوية الحركة، وتجريده من الامتيازات والمراكز الحركية كافة؛ «لمخالفتهم لمبادئ الحركة والإضرار بمصالحها».